# August zu Stolberg-Roßla
 August Friedrich Botho Christian Graf zu Stolberg-Roßla (* 25. September 1768 in Ortenberg; † 8. Dezember 1846 in Roßla) war ein deutscher Standesherr.

## Familie
August zu Stolberg entstammte der reichsunmittelbaren gräflichen Linie Stolberg-Roßla der Adelsfamilie Stolberg. Er war der Sohn des Grafen Johann Martin zu Stolberg-Roßla (1728–1795) und dessen Ehefrau Sophie Charlotte geborene Burggräfin zu Kirchberg und Gräfin zu Sayn-Hachenburg (1731–1772). Er heiratete am 22. Oktober 1811 in Schönberg Caroline Auguste Luise Henriette Amalie Gräfin zu Erbach-Schönberg (1785–1848), die Tochter von Karl Graf zu Erbach-Schönberg (1732–1816) und dessen Frau Maria Nepomukena Josepha Viktoria Anna geborene Zadubsky von Schönthal (1757–1787). Sein Sohn Karl zu Stolberg-Roßla erbte die Standesherrschaft.

## Leben
Nach dem frühen Tod seiner Frau ging der Graf Johann Martin zu Stolberg-Roßla zu seinem Schwager dem Grafen Friedrich Alexander von Wied. Dessen Frau war die Schwester der verstorbenen Gräfin und übernahm nun die Erziehung der Kinder. August erhielt Unterricht im Haus des Grafen Carl zu Wied und studierte mit seinen Brüdern 1787 bis 1790 Rechts- und Kameralwissenschaften an der Universität Marburg und der Universität Leipzig. 1810 starb der (unverheiratete) regierende Graf Heinrich Christian Friedrich von Stolberg-Roßla und er übernahm die Herrschaft Ortenberg.  Er litt an Grauem Star, machte aber mit Hilfe seines Bruders die Verwaltung des Landes. Besonders lag ihm die Bildung an Herzen, und so fehlte er bei keiner Prüfung. 1824 war er fast völlig erblindet und so entschloss er sich zu einer Operation. Er wandte sich an den Gießener Arzt Wilhelm Balser. Nach der ersten Operation entzündete sich das Auge und so wurde eine Zweite und Dritte notwendig. Anschließend konnte er jedoch wieder etwas sehen. 1826, nach dem Tod von Wilhelm zu Stolberg-Roßla, erbte er die Grafschaft Stolberg-Roßla. Gleichzeitig verlegte er seinen Wohnsitz nach Schloss Roßla, wo er den Anbau des Ostflügels im klassizistischen Stil vornehmen ließ.
Als Standesherr war er in Preußen seit dem Anfall der Grafschaft Stolberg-Roßla 1826 erbliches Mitglied des sächsischen Provinziallandtags. Wegen der Herrschaft Ortenberg war er im Großherzogtum Hessen als Standesherr 1820 bis 1846 Mitglied der Ersten Kammer der Landstände des Großherzogtums Hessen. Am 29. Juni 1820 legte er seinen Abgeordneteneid ab. Lediglich in den Jahren 1821 bis 1824 nahm er an den Beratungen der Kammer teil.
Am 28. März 1826 schloss er einen Staatsvertrag mit Preußen, der eine Angleichung der Justiz- und Verwaltungsbehörden vorsah. Auch dies gelang ihm.

## Familie
Er heiratete am 22. Oktober 1811 die Gräfin Karoline von Erbach-Schönberg (1785–1848), eine Tochter des Generals Karl Eugen zu Erbach-Schönberg. Das Paar hatte sechs Kinder:
- Luise (* 27. Mai 1813; † 13. Januar 1814)
- Marie (* 24. Dezember 1814; † 31. Dezember 1814)
- Karl Botho (* 5. Juni 1816; † 15. Dezember 1826)
- Elisabeth (* 28. November 1817; † 6. September 1896) ⚭ Wilhelm zu Stolberg-Wernigerode (* 13. Mai 1807; † 6. März 1898)
- Luidgrade (* 12. Oktober 1819; † 15. August 1822)
- Karl Martin (* 1. August 1822; † 24. Januar 1870) ⚭ Gräfin Bertha zu Solms-Rödelheim (1824–1896)